# Kostel Panny Marie Prostřednice všech milostí (Paříž)
Kostel Panny Marie Prostřednice všech milostí (fr. église de Marie-Médiatrice-de-Toutes-les-Grâces) též kostel Panny Marie z Fátimy (église Notre-Dame de Fatima) je katolický farní kostel v 19. obvodu v Paříži na Boulevardu Sérurier postavený v letech 1950-1954. V současnosti ho využívá portugalská komunita v Paříži, která změnila patrocinium podle zjevení Panny Marie ve Fátimě.

## Historie
Kardinál a pařížský arcibiskup Emmanuel Suhard (1874-1949) zamýšlel tuto stavbu jako výraz díků za to, že Paříž byla ušetřena masivního bombardování během druhé světové války. Stavby se ale nedožil. Základní kámen byl položen až roku 1950. Kostel byl postaven na kraji města v letech 1950-1954 podle plánů architekta Henriho Vidala. Protože z plánované výstavby obytných domů kolem kostela sešlo, zůstala stavba stát osamocená mimo běžnou zástavbu a v roce 1970 byl kostel z důvodu nevyužívání uzavřen. V 80. letech se uvažovalo o jeho zboření, aby uvolnil místo pro rozšíření sousedící nemocnice Roberta Debrého. Nakonec byl ale zachován pro duchovní správu nemocnice. 13. května 1988 byl kostel předán portugalské komunitě a přejmenován na Notre-Dame-de-Fatima.